# 青春ブタ野郎シリーズ
青春ブタ野郎シリーズ（せいしゅんブタやろうシリーズ）は、鴨志田一による日本のライトノベルおよびそれを原作とするメディアミックス作品。イラストは溝口ケージ。略称は「青ブタ」 。
2014年4月から2025年7月にかけて、KADOKAWAの電撃文庫より短編集も含めて全16巻が刊行されている。2024年4月時点で累発行計部数は300万部を突破している。『このライトノベルがすごい！』文庫部門では2020年版で5位を獲得している。

## 概要
作中で思春期症候群と呼称される超常現象に巻き込まれた男女の話が書かれており、シリーズ作品ではあるが、基本的にひとつの巻でひとりのキャラクターとその人物がかかえる心理的な問題に焦点が絞られている。「（場の）空気」という言葉がキーワードとしてよく現れる。
主人公である梓川咲太が高校生である第1巻から第9巻までは「高校生編」、大学生になった第10巻以降は「大学生編」と呼称されている。実際には各巻のタイトルには「第○巻」の表記がついていないが、本項では便宜上「第○巻」として表記する。

## あらすじ

### 青春ブタ野郎はバニーガール先輩の夢を見ない（第1巻）
高校2年生の梓川咲太は同じ高校の先輩であり、女優として有名な桜島麻衣がバニーガール姿で図書館にいるのを目撃する。だが咲太以外の図書館の利用客には彼女の姿が認識できていない。これは都市伝説として知られる思春期症候群の一種であり、彼女が女優業を休業し、学校でも孤立して空気のような存在を演じていたためと咲太は考える。この状態を解消するには、本来麻衣がやりたがっている女優の仕事を再開すればいいと咲太は麻衣に言うが、麻衣を認識できない人間はどんどん増えていき、咲太さえも麻衣のことを忘れてしまう。だが、麻衣の存在を思い出した咲太は校庭から校舎の全生徒に向かって、大声で麻衣が好きだと告白をしたことで、全校生徒が麻衣の存在を再び認識できるようになった。やがて咲太は麻衣と交際を始め、麻衣の芸能界復帰も決まる。

### 青春ブタ野郎はプチデビル後輩の夢を見ない（第2巻）
麻衣と交際を始めた翌日、タイムスリップしたように日付が昨日に戻り、咲太以外の皆はそれに気づかない。だが高校の後輩・古賀朋絵だけは咲太と同じく、世界が同じ日を繰り返していることに気づいていたことがわかる。朋絵は自分の友人関係を守るため先輩から告白されることを回避しようとして、それが成功するまで同じ日を繰り返すという思春期症候群を起こしていた。告白回避のため、咲太と朋絵は嘘の恋人関係を演じることになるが、朋絵は次第に咲太に対して本当に恋心を抱く。本心では別れたくない朋絵が再び思春期症候群を発症して、嘘の恋人を演じる最後の日が繰り返される。だが朋絵が咲太に本気の告白をして振られることで、時間は麻衣と交際を始める前日に戻り、思春期症候群は解決した。

### 青春ブタ野郎はロジカルウィッチの夢を見ない（第3巻）
咲太は、友人である双葉理央がふたりに増えるという思春期症候群を発症していることを知る。理央の数少ない友人である咲太と国見佑真にはふたりとも彼女ができ、理央はひとりになってしまうという不安から、誰かにかまってほしくてSNSに官能的な自撮りをあげており、その理央と、そんなことを許さない理央の二つの存在に分裂したのだった。咲太、佑真と海岸で遊んで夜を明かし、自分が孤独ではないと知った片方の理央だったが、その理央がいれば自分はいらないと考えたもう片方の理央は失踪してしまう。しかし、必死で自分を探しに来た咲太の言葉に気持ちを変えられた理央は、もうひとりの自分と気持ちを同じにすることで、ひとつの存在に戻った。

### 青春ブタ野郎はシスコンアイドルの夢を見ない（第4巻）
二学期の初日、咲太は麻衣および豊浜のどかに出会う。のどかは麻衣の異母妹である売り出し中アイドルだが、麻衣とのどかの外見が入れ替わる現象が起こっていた。しばらく麻衣はのどかとして、のどかは麻衣として生活をすることになるが、その中でふたりは大喧嘩をしてしまう。のどかは、麻衣として自分が経験したCM撮影や、麻衣がのどかとして行ったライブでの様子を経験して、自分と麻衣との実力差を痛感し、自暴自棄になる。そんなのどかに、咲太は麻衣の“宝物”を見せる。それは幼い頃から大切に保管されていた、のどかから麻衣宛ての何通もの手紙だった。そして麻衣との仲直りを経て、自分は麻衣のようにならなくてもいいことをのどかが悟った瞬間、思春期症候群は解決し、ふたりの体は元に戻った。

### 青春ブタ野郎はおるすばん妹の夢を見ない（第5巻）
咲太の妹・梓川かえでは自分の引きこもりと不登校を解消するため、最終的に「学校に行く」という項目がある「今年の目標」を咲太に掲げ、麻衣やのどかの協力も得て、電話や外出などの練習を始める。その後麻衣たちは、2年前以前の記憶がかえでにないことを知る。2年前、咲太の妹・梓川花楓はいじめが原因で解離性障害と思春期症候群を発症、それまでの記憶を消去して花楓の中に新たな人格を形成していた。一方で、学校にいこうとするもストレスによる体調不良と思春期症候群に苦しめられていたかえでだが、咲太により夜の学校に連れて行かれて「今年の目標」を達成する。だが、翌朝目を覚ましたのは“花楓”だった。かえでを失ったどうしようもない気持ちを叫ぶ咲太の前に現れたのは牧之原翔子。彼女は2年前、花楓をいじめや思春期症候群から救えず自責の念に駆られていた咲太の前に現れ、彼の心を救った少女だった。

### 青春ブタ野郎はゆめみる少女の夢を見ない（第6巻）
世界には、咲太の恩人で初恋相手である、現在は大学生の牧之原翔子（以下、便宜上「翔子さん」とする）と、重い心臓病を抱える中学生の牧之原翔子（以下、便宜上「翔子ちゃん」とする）のふたりが存在している。やがて翔子さんの正体が“咲太の心臓を移植して延命した未来の翔子ちゃん”であることが発覚。翔子さんは、12月24日に麻衣とのデート先に向かう咲太が交通事故に巻き込まれて死に、その咲太の心臓を移植することで翔子ちゃんが生き延びたと明かすが、翔子さんは咲太に事故に遭わないよう警告し、麻衣に咲太を任せる。しかし翔子ちゃんの容態は悪く、一刻も早く心臓のドナーが現れないと危険な状態だった。自分が犠牲となり翔子ちゃんを助けるか、それとも咲太に生きていてほしいと懇願する麻衣の願いをかなえるかわりに翔子ちゃんを見殺しにするかという二者択一に咲太は葛藤するが、結局咲太は交通事故現場になるはずの場所へと向かう。だが突っ込んでくる車から咲太を助けて身代わりになった麻衣が、代わりに死んでしまう。

### 青春ブタ野郎はハツコイ少女の夢を見ない（第7巻）
麻衣の死がショックで、数日間咲太は抜け殻のような状態になっていたが、そこにまたも翔子さんが現れた。この翔子さんは、麻衣の心臓を移植されて延命した翔子ちゃんが成長した姿だった。翔子さんは“咲太と麻衣が幸せになる未来”を獲得するため、咲太が過去に戻る手助けをする。事故の起こる日に戻った咲太は、麻衣に会いに行く。麻衣は既に、咲太は翔子ちゃんを見捨てられるわけがないと見抜き、自分の命をかけてでも咲太を助ける覚悟を決めていた。だが咲太は、自分のことは自分で解決すると麻衣を説得。それから、交通事故に遭おうとしていた過去の自分を自分で突き飛ばし、未来を変えた。だが結果として翔子ちゃんの心臓のドナーは現れず、彼女は危篤の状態となる。咲太は麻衣に、やはりどうにかして翔子ちゃんを助けたいという願望を伝える。その結果歴史が変わり、麻衣が出演した映画の影響で、心臓のドナーが大幅に増えた世界になる。そこで咲太と麻衣は、別の第三者から心臓移植を受けて元気になった翔子ちゃんと出会う。

### 青春ブタ野郎はおでかけシスターの夢を見ない（第8巻）
花楓は改めて不登校を解消しようと努力し、さらに中学校卒業後は咲太と同じ峰ヶ原高校に通いたいと言い出す。だが花楓は、ストレスとそれに伴う思春期症候群のため体調を崩し、峰ヶ原高校の入学試験を受けられなくなってしまう。咲太は落ち込む花楓に対し、兄と同じ峰ヶ原高校に通うことが“かえで”の願いだったとしても、花楓が我慢してまで峰ヶ原高校に通う必要はないと諭す。また咲太は、のどかの所属するアイドルグループ「スイートバレット」メンバーの広川卯月が通信制高校に通っていることを知ったため、のどかに頼んで、花楓と卯月の対面をセッティングしてもらった。花楓は、卯月が全日制の高校に馴染めなくて不登校になったこと、通信制高校のことなどを色々と教えてもらう。その後定員割れのため、花楓は峰ヶ原高校に合格になったという知らせが入るが、花楓は峰ヶ原高校ではなく自分で行きたい学校を決めると宣言する。

### 青春ブタ野郎はランドセルガールの夢を見ない（第9巻）
咲太と、家族の記憶が戻った花楓は、“かえで”が記憶を失って以後長らく会っていなかった母と再会する。その翌日、咲太はかつて麻衣が体験したような、母や花楓を含め誰にも認識されない状態になっていた。咲太がかえで（花楓）とふたりで生活する上で母のことを考えないようにしていたことが、この現象を引き起こしたと思われた。その後、麻衣そっくりだが小学生くらいの少女が現れる。その少女だけは咲太を認識しており、少女に導かれるうちに、気づくと咲太は違う場所、違う世界にいた。そこは咲太、花楓と父、母が皆健康に4人で暮らしており、花楓のいじめ問題は解決し普通に中学に登校。咲太は理央たちと友人のままで、麻衣とも交際しているという理想の世界だった。だがこの世界は「居心地がよすぎる」と、咲太は元の世界に戻る決心をする。咲太は再び麻衣そっくりの少女に導かれ、元の世界に戻った。元の世界ではやはり誰も咲太を認識しなかったが、仕事で山梨県に行っていた麻衣が1日早く帰ってきて、咲太のことを見つけてくれた。麻衣に励まされた咲太は、改めて母と対面に行く。すると母が咲太に気がつき、他の皆にも認識される状態に戻った。

### 青春ブタ野郎は迷えるシンガーの夢を見ない（第10巻）
咲太たちは大学生になり、約半年が過ぎていた。そんな中、咲太と同じ大学に通う広川卯月の様子が突然変わった。いつもマイペースで天然、テンションが高い彼女が、突如「空気を読んで」自分を周囲に合わせるようになり、同時に自分の天然な行動を人々が笑っていたことを察する。また卯月の人気上昇によりソロデビューやスイートバレットからの卒業が囁かれる。そんな中で卯月は咲太に「スイートバレットで武道館を目指す」という目標の達成が難しいと感じるようになった胸中を吐露する。その週末のスイートバレットのライブ中、突然卯月の声が出なくなる。かろうじてその日のライブを乗り切った皆だったが、ライブは翌日にも控えていた。卯月抜きで行われることになったそのライブを見に訪れた咲太は、観客の中に卯月を発見。彼女はもう声が出せるようになっていることを見抜いて話しかける。武道館を目指して楽天的に皆を引っ張っていた卯月だったが、自分の中に、報われない努力をするメンバーを嘲る心があったことに気づいて罪悪感を抱き、ステージに上がることを躊躇する。だが降雨と機材トラブルに見舞われながらも舞台に立つメンバーを見た卯月は、咲太に背中を押されステージへと上がった。彼女はステージにて、ソロデビューすることと同時に、スイートバレットも卒業せず武道館を目指すと宣言した。翌日咲太は大学にて、退学届を提出したという再び空気が読めなくなった卯月と会い、「卒業おめでとう」と言って送り出す。直後咲太は、季節外れのサンタクロースに扮しているが、咲太以外の誰にも認識されていない女性を目撃して、話しかけられる。彼女は、有名なミュージックビデオ投稿歌手としてネットで知られている霧島透子だと名乗った。

### 青春ブタ野郎はナイチンゲールの夢を見ない（第11巻）
咲太は中学時代の同級生で、今は同じ大学に通う赤城郁実が、予知能力があるかのように危険を察知して子供を助ける光景を目撃した。その後咲太は、見た夢が予知夢のように現実になるということがよく起きており、夢の内容に“#夢見る”というハッシュタグをつけてSNSに書き込むことが流行っているという話を聞く。郁実はその情報をもとに、人々を危険から回避させるという人助けを行っていた。さらに郁実の身体に起こった奇妙な現象を見た咲太は「今の郁実は、かつて自分（咲太）が（9巻にて）別の可能性の世界に迷い込んだときに出会った、峰ヶ原高校に通っていた郁実」だと気づく。郁実は、人のためになりたいと願った自分になれずに嫌になって逃げ出したいと思った結果、この世界の本来の郁美と入れ替わり、今まで生活してきたことを話す。それから郁実は、咲太に同窓会に行くよう誘導してから姿を消した。咲太がそのまま中学の同窓会会場に行くと、そこにも郁実がいた。咲太が郁実に話しかけると、1時間ほど前から会場にいた郁実の存在に誰も気づいていなかったため、会場の皆が驚愕する。そのことや、同窓会参加者もSNSでの予知夢を体験していたことなどを指摘し、思春期症候群は実在すると郁実は宣言。そして、中学時代に咲太や花楓の思春期症候群について信じず、咲太を排斥していた自分たちを批判した。だが咲太はおどけ、今の現象は郁実と示し合わせてのサプライズだったと言って立ち去る。翌日咲太と麻衣の前に、本来のこの世界の住人である、昨日の同窓会会場にいた郁実がやってきた。郁実は咲太と麻衣に、別の世界の咲太からの、この世界の咲太と麻衣に向けての謎の警告文を見せた。

### 青春ブタ野郎はマイスチューデントの夢を見ない（第12巻）
「霧島透子を探せ」「麻衣さんが危ない」という警告文を見せられた咲太は、とりあえず透子に会うことにする。だが透子の考えはよくわからず、ただ思春期症候群を皆に「プレゼント」していると主張している彼女の影響で、間接的に麻衣に何かがあるのかもしれないと思われただけだった。そんな中、咲太が講師のバイトをしている塾の生徒である姫路紗良が、自分なら透子の考えを読んで問題を解決できるかもしれないと咲太に語る。紗良は、自分が好きだと思っていた相手の考えが、自分や周囲の認識と違っており失恋したという経験を経た結果、他人の考えがわかるという思春期症候群の状態になっていた。紗良はこの状態を維持して異性の心を惑わし優越感を得たいと思っていたのと同時に、咲太の考えを読んで自分に振り向かせることを考えていた。だが麻衣はそんな紗良を挑発するように、自分と咲太の絆や、なぜ自分が咲太と付き合っているのか語って聞かせる。紗良が麻衣に勝てないと悟った瞬間、紗良の思春期症候群は解消された。だが同時に、透子の考えを知るすべも失われてしまう。

### 青春ブタ野郎はサンタクロースの夢を見ない（第13巻）
咲太を含めた多くの人が非常にリアルな夢を見て、その一部は正夢となった。さらに朋絵は「一日警察署長のイベントで事故が起こり、麻衣が重傷を負う」という夢を見たと言ってきて、本当に麻衣に一日警察署長の仕事が入る。迫る危険を回避するには、透子の思春期症候群を解消するのが確実だと咲太は考える。透子の本名は岩見沢寧々と言い、咲太の学友である福山拓海の恋人だったということがわかった。しかし、寧々が人々に認識されなくなるのと共に拓海も寧々の存在を忘れており、思い出すことができない。また寧々は、岩見沢寧々としてネットに公開した動画が「霧島透子に似ている」と噂された後、他の人から認識されなくなって彼女自ら“霧島透子”を名乗るようになったことが新たにわかったが、彼女は岩見沢寧々としての自分を忘れ、最初から自分が霧島透子であったかのように振る舞い出した。だが、咲太の行動と訴えによって拓海は寧々のことを思い出し、その拓海の言葉が寧々に届いて、寧々は自分を取り戻す。ところが寧々は「霧島透子は他にもいる」と言う。咲太が一日警察署長のイベントが行われている場所に駆けつけると、そこには咲太以外の人には認識されない、大量のサンタクロース姿の男女で溢れかえっていた。その混雑により本当に事故が起こるが、咲太は負傷しつつもどうにか麻衣を守る。それと同時に、サンタ姿の人々は咲太以外の人にも認識されるようになったが、そのサンタ達は皆一様に、自分は霧島透子だと思い込んでいたという。

### 青春ブタ野郎はガールフレンドの夢を見ない（第14巻）
多数の人々が“#夢見る”に書いたとおり、麻衣は「私が霧島透子なんです」と音楽フェスで発表し、麻衣本人からその説を何度も否定されていた咲太は驚愕する。麻衣は、事務所の指示により霧島透子として活動していたことは話せなかったと言うほかはごく自然で、自分が霧島透子その人だと思い込んでいた寧々達とは様子が違う。咲太は、夢を見た人々の願望が現実を変え、桜島麻衣を霧島透子にしたのではないかと推測する。その時、事態が気になり咲太と共にフェスを見に来ていた郁実の手に、別の世界の咲太からの「霧島透子を止めてくれ」「現実が書き換えられる前に」というメッセージが浮かび上がった。だが「花楓」がいるのに物理的な別の存在として「かえで」が現れるなど、皆が以前夢に見た、咲太が知っているのとは異なる現実が次々と現れる。悩んだ結果咲太は、多数の可能性の未来を見たという翔子ちゃんに連絡を取ると、翔子ちゃん本人がやって来た。それから咲太は翔子ちゃんと共に、交通事故で死んで翔子ちゃんの心臓のドナーになった“霧島透子”の墓参りに行く。そして、透子が作って遺した歌を透子の名で歌いネットに公開し“最初の霧島透子”になったのが、透子の親友であった、現在咲太と同じ大学に通う美東美織だということが判った。美織は、今や麻衣が霧島透子になっていることも、透子本人が麻衣の大ファンだったから構わないと咲太に言う。美織は、自分が透子の名で歌を公開するのはもうやめたが、以後何度も彼女の現実が変わるようになった、だが透子が生きている現実にはならなかったという。そして今は美織にとっての現実が変わることはなく、透子が生き返るのでなければこのままでいいと言い出した。咲太は、美織が透子の死という事実から逃げているため「透子が生きている世界になる」ことは発生していないのではないかと推測する。その話を聞いた翔子ちゃんは、自分を美織に会わせてほしいと言いだす。

### 青春ブタ野郎はディアフレンドの夢を見ない（第15巻）
咲太と翔子ちゃんは美織に会う。美織は透子の死の直前に嫌われたと思っていたが、翔子ちゃんは透子が遺した曲の意味を話し、美織の考えを正す。結果美織は「透子を取り戻したい」と考え、麻衣がライブを行う予定の会場へ3人で向かう。麻衣はまだ自分が透子だと思っていたが咲太の話を信じ、自分の代わりに美織を“霧島透子”としてステージに立たせ、歌わせた。結果麻衣は、自分は透子ではないと己を取り戻し、世間も「麻衣が透子だという話はエイプリルフールのジョークだった」と落ち着いた。ところが咲太の家には未だに「かえで」がいるなど現実が変わったままだった。そして咲太の前には、別の可能性の世界から来た郁実と、ウサギの着ぐるみの男（別の世界の咲太）が現れる。ウサギの着ぐるみの男は、現実を書き換えているのは美織ではなく咲太であり、事態を収拾するため、咲太に「思春期症候群を否定しろ」と言ってくる。一方で美織は、咲太以外の人間には認識されない状態になっていた。麻衣との出会いの切っ掛けなどさまざまな人々との接点である思春期症候群を否定することを咲太は躊躇するが、咲太は翔子ちゃんや「かえで」といった思春期症候群で関わった人々の言葉を聞いて、「思春期症候群を否定するのではなく、思い出にする」という選択を選ぶ。そして咲太は美織に会い、互いに買ったばかりのスマホの番号を交換して再会を約束すると、「透子が生きている世界を探しに行く」ために去って行く美織を友人として見送った。その後麻衣と会った咲太は、教師になる道を考えていることを打ち明ける。やがて大学四年生になった咲太は教育実習のため峰ヶ原高校を訪れるが、そこには「幽霊が見える」と訴えるひとりの女生徒がいた。もう思春期症候群は見えなくなった咲太だが、その生徒と真剣に向き合う。それから咲太は、美織が残した“霧島透子”最後の歌を聴きながら帰路につく。

## 登場人物
登場人物の名字は全て実在する高速道路のサービスエリアからとられている。
学年、年齢などは初登場時のもの。

### 主要人物
梓川 咲太（あずさがわ さくた）
声 - 石川界人
誕生日 - 4月10日、身長 - 172cm
本作の主人公。初登場は1巻。峰ヶ原高校2年1組。作品タイトルの「青春ブタ野郎」とは彼のことである。
最寄りが藤沢駅のマンションに妹のかえで（花楓）とふたり暮らししており家事全般を担当。ファミリーレストランでアルバイトをしている。大学生になってからは塾講師のアルバイトも掛け持つ。
中学生の時に暴力事件を起こして相手を病院送りにしたという噂（通称：病院送り事件）が広まり、それ以来学校では孤立していた。
中学3年生のときに突然胸が血だらけになり、病院へ搬送される（これが病院送り事件の真相）。そして入院中に抜け出して行った七里ヶ浜で、峰ヶ原高校の2年生だと名乗る牧之原翔子と出会って強い影響を受け、解離性障害で生まれた妹の別人格である「かえで」を受け入れる。かえでと共に横浜市から、過去の花楓を知る者がいない藤沢市に引っ越して二人暮らしをすることを、父親とも相談して決めた。
恩人で初恋相手となった翔子を追う形で、鎌倉の峰ヶ原高校に進学。合格発表を見た日、かえでが怖がるため、持っていたスマホを海に投げ捨てて以来、携帯電話の類いを所持せずに生活している。花楓がスマホ恐怖症を克服しても相変わらず持とうとしない。
普段はやや達観したような態度で無気力のように過ごし、多く友人を作ろうとせず、場の空気は読めるが敢えて読まない態度を取る。だが少ない友人や妹などを大切にしており、時に大きな行動力を見せる。かえでをイジメから助けられなかったこと、自分とかえでを襲った思春期症候群を誰にも信じて貰えなかったことや、翔子から受けた言葉の影響で、過去の自分たちと似たような境遇、思春期症候群に見舞われた人間が身近にいると助けたいという思いが強く表れる。
1巻で全校生徒の前で麻衣に告白して、2巻で付き合い始める。麻衣に甚振られて喜ぶマゾヒズムなところがある。
9巻では麻衣と同じ横浜の市立大学統計科学学部に合格、入学する。国民的女優である麻衣と交際していることが知れ渡っている咲太も大学内の有名人となっている。12巻では教師になる考えを語っており、15巻では教育実習生として峰ヶ原高校を再訪した。
『このライトノベルがすごい！』男性キャラクター部門では2016年版で9位、2020年度版で2位、2021年版で5位、2022年版で7位、2024年版で6位、2025年版で8位を獲得している。
桜島 麻衣（さくらじま まい）
声 - 瀬戸麻沙美
誕生日 - 12月2日、血液型 - AB型、身長 - 165cm
第1巻のヒロインであり、本作のメインヒロイン。黒髪のロングヘアーで、普段はウサギの形をした髪留めとヘアピンで数カ所髪を留めている。スマホにも、ウサギ耳のついたケースをつけている。
咲太とかえでが住むマンションの、向かい側にあるマンションに一人暮らししていた。4巻終盤より、異母妹の豊浜のどかが引っ越してきて共に暮らすようになる。
峰ヶ原高校3年1組所属で咲太の1年年上。子役出身の国民的女優で、6歳の時に朝の人気連続ドラマでデビューした時から演技力を絶賛され、その後に出演した作品もヒットを繰り返し、モデルやCMなどの仕事もこなしていた。だが中学生の時、自分を芸能界に送り込んだ母親より、水着姿のグラビア撮影を無理矢理押しつけられたことがきっかけで母親との関係が険悪になり、高校入学を機に芸能活動の休止を宣言する。だがまともに通学を始めたのは二学期以降だったこと、超有名人であることなどのため、学校には馴染めず孤立していた。しかし元々役者などの仕事は好きだったこともあり、咲太に背中を押され芸能界に復帰した。その後すぐにドラマや映画、CMなどの仕事が舞い込んでくるなど、人気は健在。
真面目で礼儀正しく、成績優秀で料理も上手で、色々な配慮が利く。反面、少しサディストで、咲太をからかったり意地の悪いことを言ったりすることが多い。さらに咲太が隠し事をしていたらすぐ察するなど、年上の余裕を見せて咲太を巧みに誘導する。一方、咲太と会う時に着る服や髪型で悩んだり、照れていることを態度で隠したり、咲太がかえでや翔子などに抱く感情を理性で理解しても感情では不満を持つような、ごく普通の女の子としての側面も持つ。
1巻で咲太に告白され、2巻より実際に付き合い始める。3巻で、自分のマネージャーの花輪涼子に、しれっと自分に交際相手がいることを告げた結果、事務所からはデート禁止令が出された。だが4巻で、麻衣の姿になってしまったのどかをサポートするため咲太が一緒にいた時、その光景をマスコミに撮影され、スキャンダルとして報道される。その結果、主演映画の制作発表会で、交際相手がいることを公表した結果報道は沈静化。以後は人目を避けつつも、時折咲太とデートしているほか、咲太の家に料理を作りに行くなどしている。
8巻にて峰ヶ原高校を卒業し、志望大学の国際教養学部にも合格するが、咲太と一緒に通うために1年休学し、仕事をしながら咲太の勉強を見る。咲太が同じ大学へ入学すると同時に復学し、仕事と大学生活で多忙ながらも順調に咲太との交際を続けている。横浜にある咲太の両親の家にも、咲太と共に度々訪れている。
『このライトノベルがすごい！』女性キャラクター部門では2018年版で4位、2019年版で6位、2020年度版で4位、2021年版で5位を獲得している。
牧之原 翔子（まきのはら しょうこ）
声 - 水瀬いのり
誕生日 - 4月10日、身長 - 150cm（中学生）、160cm（大学生）
第6巻、第7巻のヒロイン。黒髪のロングヘアーで、左右をそれぞれ少し編み込んでいる。
作中で、同姓同名で似た外見だが年齢が異なる人物が2人登場しているが、後に、同一人物であることが判明する。
『このライトノベルがすごい！』女性キャラクター部門では2020年度版で9位を獲得している。
咲太の初恋相手である牧之原 翔子
胸の傷が出来て入院中、病室から抜け出して七里ヶ浜に来た咲太に声をかけて彼の人生観を変えた、咲太の初恋相手。当時は高校2年生と発言し峰ヶ原高校の制服を着ていた。
包み込むような優しさを見せる一方で悪戯っぽく、時折ふてぶてしく「空気を読めるがあえて読まない」態度を見せる。咲太は彼女を追って峰ヶ原高校に入学したが見つけられず、佑真と理央も、咲太から彼女の話だけは聞いていた（1巻で麻衣も聞く）。麻衣からは、恋人である咲太を救ってくれた感謝や、咲太の初恋相手であることに対する嫉妬などが入り交じった複雑な感情を抱かれている。
第5巻にて自称19歳で大学生になった翔子本人が出現し、行く当てがないからと咲太の家に居候する。
この翔子の正体は6〜7年後の未来からやって来た、近い将来事故に遭って命を落とす咲太の心臓を移植されて生き延びた存在だったが、自分の未来を閉ざしてでも、咲太の命を救うことを目的としていた。
第7巻では、麻衣の心臓を移植された未来の翔子が現れる。この翔子は結婚指輪をはめていて学生結婚したと語る。咲太は翔子との会話の中で「未来の自分と結婚した“梓川翔子”」であると確信した。
その後新たに作られた、中学生時代の咲太と翔子が出会わなかったという歴史の中では、咲太に全てを思い出されるまで「夢の中に出てきて、助けてくれた女性」として認識されていた。
中学1年生の牧之原 翔子
2巻で、捨て猫（はやて）を見つけ悩んでいたときに咲太と麻衣に声を掛けられる。咲太とはこの時初対面という態度だった。咲太から見た翔子の印象は「健気な年下のかわいらしい女の子」。
生まれながら心臓に重い病気を抱えていて、心臓の移植手術を受けない限り、中学校を卒業するのは難しいということを自覚している。自分の言うことを何でも聞いてくれる両親に対して逆に遠慮がちになっていたため「猫を飼いたい」ということをなかなか言い出せず、一時的に咲太に猫を預けて、咲太らから猫の世話の仕方を学ぶなどしていた。
彼女にとって咲太は初恋の相手だったと、6巻で大学生の翔子が語っており、猫を自宅に引き取った後もたびたび咲太に会いに来る。5巻では峰ヶ原高校の文化祭に遊びに来ている。原作内では「ミスコンを巡って面倒に巻き込まれた」と言及されているのみだが、多数決ドラマ内ではミスコンに出場していて原作内でもその設定を引き継いでいる。その後病状が悪化し入院。
普通に時間が過ぎていく中で、未来と死が近づいてくるのが怖いという感情から思春期症候群を起こし、時間の流れる速度を変えて、もうひとりの成長した自分を作り出す。やがてその事に気がつき、自分が咲太に辛い決断を迫っていたということを知ると、自分についての記憶を咲太達から消した未来を創ろうとした。だが咲太と麻衣が過去を変えたため、別のドナーからの提供により、無事に心臓移植を受けることができ、咲太と麻衣も翔子と偶然再会したときに翔子のことを思い出す。その後、体への負担を少なくするために沖縄に引っ越しをし（8巻）、それからは咲太と文通している。この翔子は、咲太の心臓が自分に移植されたケース、麻衣の心臓が自分に移植されたケースなど、全ての歴史を記憶しているという。
14巻で、峰ヶ原高校に通う準備のために神奈川を再訪し、同時に咲太と再会。その時、自分に移植された心臓が“霧島透子”のものであったことが明らかとなる。15巻では峰ヶ原高校の生徒として、教育実習に来た咲太の担当生徒の一人となった。
梓川 かえで（あずさがわ かえで） / 梓川 花楓（あずさがわ かえで）
声 - 久保ユリカ
誕生日 - 11月5日（かえで）、11月25日（花楓）、身長 - 162cm（第5巻では163cmに伸びている）
初登場は1巻。第5巻（かえで）、第8巻（花楓）のヒロイン。咲太の妹。15歳。中学3年生だが不登校の状態。肩にかかるくらいの長さの明るめの髪で、左右に跳ねたくせっ毛がある。
本名は梓川花楓。中学時代にクラスメイトからSNSでのイジメに遭い、“ストレスにより体に物理的な傷や痣ができてしまう”思春期症候群を患う。イジメにより心に大きな負荷がかかったため、13歳の時に解離性障害を発症、家族のことを始め全てのことを忘れ、別人格を形成した。別人格の花楓は、咲太の提案で“かえで”として生きる。
2年後の11月26日、眠りについたかえでが起きた翌朝、人格が花楓に戻っており、かえでの存在は消えた。
次項からは、それぞれの人格に分けて説明する。
梓川かえで
右利き。パンダが好きで、家ではだいたいパンダ柄のパジャマを着ている。咲太を含め、誰に対しても敬語を使う。一人称は「かえで」で、記憶を失う前の自分のことを「花楓さん」と呼んでいる。
常に明るく、毎朝咲太を起こすのが日課。「かえで」として自分を受け入れてくれた咲太のために、理想の妹になろうとしており、ちょくちょく兄のベッドに潜り込むほどのブラコンぶり。一方で初対面の、特に年上の他人に対しては非常に警戒心を高くして接する。だが、次第に麻衣やのどかと親しくなった。
SNSでクラスメイトからイジメを受けた経験により、電話に恐怖を抱き、スマホのバイブ音ですら敏感に反応する。自宅の固定電話に電話がかかってきても、相手が咲太だと確認しないと出ようとしない。イジメと解離性障害、外部と接触すると再発する思春期症候群のせいで不登校になり、自宅に引きこもっていた（中学の勉強は家で行っていた）。
当初は咲太と共に暮らすマンションから一歩も外に出られなかったが、第5巻で社会復帰のための複数の目標を立てる。思春期症候群を抱えながらも、咲太だけではなく麻衣やのどかの協力も得て、外出、登校までの練習をする。やがて咲太に夜の学校まで連れて行かれて目標を達成したのが最後の日となる。翌日目を覚ましたのは花楓で、それと同時に突然かえでの存在は終わりを迎えた。
だが14巻にて、花楓が横浜の両親の家に行っている間、別の存在として咲太の家に出現。このかえでは咲太と藤沢に引っ越してきてからずっと一緒に暮らしている記憶を持っており、不登校を克服し峰ヶ原高校に通っていて、また料理などの家事もある程度できるようになるなど成長した姿を見せている。
梓川花楓
左利き。第5巻で本来の「花楓」の人格に戻り、「かえで」だった間の記憶はなく、彼女の中では空白の2年間となっている（かえでが残した日記が花楓にとってのその2年間のすべて）。かえでと比べてやや大人しい性格。またかえでほどではないが、お兄ちゃんっ子の傾向がある。
6巻で、麻衣がいつも利用している美容院に連れて行ってもらい、髪型をボブカット風に変えて少し短くした。
第8巻で「かえで」の願いを叶えるため、咲太と同じ峰ヶ原高校への進学を希望するが、受験の途中で体調を崩してしまう。それでも定員割れにより峰ヶ原高校に合格となるも、咲太の話や、広川卯月との出会いを咲太にセッティングされたことをきっかけに、卯月と同じ通信制高校に進学することを決意する。その後通学に慣れる練習を経て、三学期から中学校への登校を始め、卒業式にも無事出席できた（9巻）。以後は思春期症候群の症状は出なくなっている。
10巻以降では通信制高校という特性を活かし、咲太と共に元々住んでいた藤沢市と、両親が暮らす横浜市を行き来する生活を送っている。咲太も働くファミレスでアルバイトを始めて朋絵とも親しくなったほか、トラウマを克服してスマホを持つようになり、咲太にも持つよう勧めている。また、すっかり卯月のファンになっており、よく幼なじみの友人である琴美などを誘ってスイートバレットのライブに行っている。麻衣、のどかとは兄弟姉妹の4人で食事したり遊びに行ったりしている。
双葉 理央（ふたば りお）
声 - 種﨑敦美
誕生日 - 10月23日、身長 - 155cm
第3巻のヒロイン。初登場は1巻。峰ヶ原高校2年生で科学部所属。普段はメガネをかけているがコンタクトの時もあり、特に大学生になってからはコンタクトの割合が高い。やや癖のある長い髪を無造作に下ろしているが、時々ポニーテールにしている。
感情をあまり示さず、たとえ自分のことでも第三者視点からのように冷めた感じで、論理的に分析し理屈で話す傾向がある。
咲太の数少ない友人の1人かつ相談相手で、彼を「青春ブタ野郎」と命名した人物。それ以外でも度々咲太に毒舌を吐いているが、咲太のことは友人として大切に思っており、文句を言いつつ咲太の相談にいつも乗っている。花楓の解離性障害や牧之原翔子についての話も、咲太が麻衣と付き合う以前より聞いていた。8巻では、自分が思春期症候群になったときに助けてもらったことなどから、咲太について「意外と頼りになると思ってる」と語っている。
咲太と共通の友人である国見佑真も1年生の時のクラスメイトで、彼に好意を抱いているが、隠してあくまで友人として接している。
科学部唯一の部員であり、廃部にならないよう活動実績を残すため、ひとりで活動を行っている。物理実験室をほぼ私物化しており、そのせいで実験中に学校の一部を停電させたとか、ボヤ騒ぎを起こしたなどという噂が独り歩きして周囲から孤立していたが、1年生の時に同じクラスで同じように孤立していた咲太に話しかけたことがきっかけで友人となった。物理学に強く、よく量子論や相対性理論に絡めて、思春期症候群のことを考察したり咲太に解説したりしている。
男子の視線が苦手で、学校でいつも制服の上に白衣を着ているのも、大きな胸を隠すためでもあり、男子の注目を浴びる自分の身体のことを嫌っている。顔立ちを含めて特に自分の外見のことを、自虐的に低く評価している。
咲太と佑真に彼女ができ、彼らと過ごす時間が減った事でまた1人になるのではないかという不安に襲われ、SNSを使って自撮りの投稿（本人曰く一種の自傷行為）を始める。それがきっかけで、誰かに構われたい理央と、そのための手段が許せない理央とで人格が分離し、相反する自分が2人存在するという思春期症候群を発症した。咲太と佑真の尽力もあって解決し、その後は咲太たちとの友情がより深まる結果となった。
父は大学病院の医師、母は輸入ブランドのアパレルショップを経営しており両親ともに仕事で不在のことが多く、ほぼ半年は一人暮らしの生活を送っている。ゆえに料理や洗濯などの家事はできる。自宅の最寄りは本鵠沼駅。
10巻では、峰ヶ原高校卒業後、理系の国立大学に通っている。大学は別になったが咲太とは同じ塾で講師のアルバイトをしており、友人付き合いを続けている。佑真とも連絡を取っていて、11巻では消防士の訓練を終えた佑真に、咲太と共に再会しに行っている。
古賀 朋絵（こが ともえ）
声 - 東山奈央
誕生日 - 5月23日、身長 - 152cm
第2巻のヒロイン。初登場は1巻。少し癖のあるショートヘアーで、前髪の左側を「T」の文字の形をした髪留めでまとめている。
咲太の1年後輩で峰ヶ原高校1年4組所属。咲太の数少ない友人の一人。福岡県出身で、中学卒業後に父親の転勤で引っ越して来た。それと同時に周囲に馴染むため髪型などを現在の形にイメージチェンジし、さらに福岡県出身である事を隠し常に標準語を話そうとしているが、焦ったり興奮したりしたときなどは出身地の博多弁が出てしまう。時々その方言を咲太に真似されている。
正義感が強いが、そそっかしい所がある。そのため咲太との初対面時には、迷子の女の子の母親を探そうとしていた咲太のことを不審者と勘違いし、尻に蹴りを入れる。それが誤解だったとわかると、謝罪として咲太にも自分の尻を蹴るよう求めた（咲太いわく「尻を蹴り合った仲」）。その後、咲太や佑真と同じファミレスでバイトをすることになり、よく咲太にセクハラまがいなどでからかわれている。尻が大きく、太って見えないかを気にしていて、しょっちゅうダイエットすることを口にしている。
第2巻で友人の好きな人に告白されてしまったことで、自身の納得する未来が訪れるまで、咲太を巻き込み何度も同じ日を繰り返すという思春期症候群を引き起こしたため、理央からは「ラプラスの小悪魔」と呼ばれ、その話を聞いた咲太には「プチデビル」と表現されている。その事件後は、咲太とは後輩かつ親友として接している。
福岡から引っ越してきたため高校からの少ない友人しかおらず、ひとりになる（他人にそう思われる）ことを極度に恐れる。必死に皆の話題に乗り遅れないように行動などして周囲の空気を読もうとするイマドキ女子高生。
10巻では3年生になり、肩に掛かるくらいにまで髪を伸ばしているほか、ファミレスのアルバイトでの後輩となった花楓とも親しくなって咲太に感謝されている。指定校推薦の枠を取って大学に願書を出し、11巻で合格が決まった。
豊浜 のどか（とよはま のどか）
声- 内田真礼
誕生日 - 3月14日、血液型 - A型、身長 - 158cm
第4巻のヒロイン。初登場は3巻。麻衣の異母妹。金髪に染めた髪をサイドポニーテールにしている。売り出し中のアイドル「スイートバレット」のメンバーで、「どかちゃん」という愛称で呼ばれている。横浜市にあるお嬢様学校・桜葉学園2年生。
自他共に認めるシスコンで、芸能事務所の公式プロフィールでも「好きなもの」は「桜島麻衣」と書かれている。幼い頃「姉が欲しい」としつこく親に言っていたため、当時すでに芸能界デビューしていた麻衣のことを父親に教えてもらい、憧れの「お姉ちゃん」とする。麻衣からは「自分たちを捨てた父親の再婚相手の娘」として複雑な感情を抱かれていたが、幼いのどかが送ってくるファンレターが、多忙を極めていた麻衣の精神的支えとなっていた。
勝気で姉同様に気が強く、さらにやや気が短い。咲太への態度はとげとげしいことが多いが、本質的な性格は良く、思春期症候群が起こったときに自分を助けてくれた咲太の人柄を理解し感謝もしている。麻衣を独占しないよう咲太を牽制することもあるが、麻衣のためにもふたりの仲がうまくいくことを望んでいるため、咲太に協力することも多い。のどか自身も咲太に、麻衣や卯月の力になるよう頼んだことがある。かえでとも後に親しくなる。
麻衣の母親との代理戦争の駒にされており、麻衣のように有名で活躍する芸能人になるべく、自分の母の期待に応えようとアイドル活動や勉強などを行っていたがプレッシャーともなり、母親と喧嘩し家出。麻衣のマンションに逃げ込む。その後幼い頃から比較されてきた麻衣へのコンプレックスから、彼女と外見が入れ替わるという思春期症候群に遭遇するなど紆余曲折を経た後、改めて麻衣の家に引っ越してきて共に暮らすようになる。
咲太に料理を頼むなど家事はまるでできず、髪を染めていることなどもありギャルのような雰囲気だが、偏差値の高い学校に通っていて勉強は出来るため、咲太や花楓に勉強を教えることもあった。
9巻で、咲太や麻衣と同じ市立大学国際教養学部に進学する。その中でもアイドル活動を続け、見た目とは裏腹な頭の良い優等生的立ち位置で認知されつつある。
広川 卯月（ひろかわ うづき）
声 - 雨宮天
誕生日 - 4月30日、身長 - 163cm
第10巻のヒロイン。初登場は4巻。「スイートバレット」のメンバーかつリーダーで「づっきー」という愛称で呼ばれている。長い黒髪をストレートに下ろしている。初登場時は通信制高校の2年生で、大学生編では咲太と同じ大学の統計科学学部1年生。
良くも悪くも「空気読めない」と言われており（彼女曰く空気は読むものではなく吸うもの）、 普段からテンションが高いうえマイペースで天然ボケな面があるため、いつも予想外の言動をすることで知られる。また、他人との距離の取り方が個性的で、最初から近く接する。花楓の進学相談がきっかけで親しくなったため、咲太のことを「お兄さん」と呼んでいる。
元々は全日制の高校に通っていたが、アイドル活動を始めてから学校の友達と馴染めず学校に行くのがつまらなくなり不登校になったため、通信制の高校に転入した。大学進学を早々に宣言していたのどかに感化され、高校卒業後は咲太や麻衣、のどかと同じ大学に進学した。
アイドル活動と同時にモデルもやっており、テレビ出演も増えていく。10巻ではCM出演での歌唱力などで一躍、時の人となった。だが同時に突然周囲の「空気が読める」ようになり、アイドルである自身に対する周囲からの妬みや、叶わない夢を追いかけているのどか達を笑っている自分の裏面を理解する。だが過去の自分と向き合い続けるという選択を選び、再び「空気が読めない」状態に戻った。また、ソロデビューすると同時にスイートバレットの活動も続けていくと宣言し、大学に退学届を出した。
だがその後も、麻衣、のどかが梓川家で食事をすることになったときにたびたび混ざるなど、咲太や花楓とは良き友人となっている。
赤城 郁実（あかぎ いくみ）
声 - 山根綺
誕生日 - 8月11日、身長 - 160cm
第11巻のヒロイン。初登場は9巻。咲太と同じ大学の、医学部看護学科1年生。髪型はボブカット。咲太とは中学3年生の時に同じクラスで、大学の入学式で再会を果たす。その時はメガネをしていたが、その後会ったとき以降は外している。
口数は多くないほうで、話すときも落ち着いた口調で穏やかに話し、あまり感情を顔に出さない。正義感・責任感が強く、人の頼りにされると全力で応えようとする。委員会活動やボランティア活動に熱心であり、堅物で異性に潔癖な性格とされる。
中学でも咲太とはほとんど会話せず、咲太が峰ヶ原高校に通うようになってから一度も会っていなかったが、9巻で咲太が違う世界を体験したときは、彼女も峰ヶ原高校の生徒になっていた。そこでは咲太に普通に話しかける数少ない人物のうちのひとりで、咲太を意識しているような様子を見せていた。
大学の入学式で咲太に声をかけた以後は、学部が違うこともあって咲太とは顔を合わせることもほとんどなく、会話もしていなかったが、11巻にて予想外の形で咲太と関わる。また、咲太が違う世界に行ったときに峰ヶ原高校の生徒だった郁実と、元来咲太の世界にいて別の高校に通っていた郁実は、入れ替わって大学に通っていたことが判明する。この2人はそれぞれ「どこかに逃げたい」と思っていたところ、互いが入れ替わるという思春期症候群を発症していた。2人の郁実は痛覚、触覚といった感覚を共有することがあり、さらに自分の身体に文字を書くことでもうひとりの自分に見せ、情報共有を行っていた。
2人はそれぞれ、元いたのとは違う世界で、以前より充実したと感じる生活を続けていたが、咲太の推測では郁実の潔癖さなどが「逃げる」という行為を許さなかったという理由により、お互い元の世界に戻った。
別の可能性の世界にいた赤城郁実
中学3年生の時に起きた、花楓に対するイジメ問題を（その世界の）咲太が自力で解決したことを見て、羨みと自分の無力さを感じていた。
その後、咲太と同じ峰ヶ原高校に進学し、高校で2年、3年と同じクラスだった紗希と友人になる。また咲太のことをよく観察しており、咲太が麻衣や朋絵、理央の問題を解決したことに気づき、自分がなりたかったような人間になったのは、自分ではなく咲太だと感じて、咲太を羨むだけの生活を送っていたという。さらに大学受験にも失敗し、「どこかに逃げたい」と思ったところ別の可能性の世界に飛び、咲太がいる大学の新入生になっていた（そこで咲太と再会する）。そのまま大学生として生活し、ボランティアなどの活動をしながらSNSの予知夢の話を見ては人助けをするということを行い、人の役に立てる、なりたい自分になれたと思っていた。
異性と付き合った経験がないため、もうひとりの郁実とは対照的に異性に対して免疫がない。
15巻では、別の世界の咲太と共に、再度可能性の世界を渡ってこの世界の咲太の前に現れた。
元々の世界にいた赤城郁実
優等生として1年、2年とクラスの役に立とうとしてきたが、中学3年生の時に起きた、花楓に対するイジメの問題と、それを切っ掛けに咲太と花楓を襲った思春期症候群の現象をクラスの皆は信じず、そのことでクラスに咲太を排斥する空気が生まれた時、何もできなかったことに無力さを感じていた。
咲太とは別の、地元の高校（公立の進学校）に通う。琴美は中学、高校と後輩にあたる。高校では生徒会長を務めるなどの活動を行っていた。その一方で、卒業を前にした一時期自宅に帰らず恋人（高坂誠一）の家に住み込み、そこから学校に通っていたことがある。
大学の入学式で、何事もなかったかのように中学の時の問題から立ち直っている咲太を見て、未だに中学時代のことをひきずっている自分が恥ずかしくなり今の自分を見せられないと思って「逃げたい」と思った結果、別の世界の郁実と入れ替わる。その世界の郁実は浪人していたため大学で咲太に出会うこともなく、また中学での花楓のいじめ問題も解決していた世界だったため気が楽になり、そのままその世界で生活していた。
別の可能性の世界にいた郁実よりもさらに口数が少なく、特に自分のことに関しては必要最小限のことしか話さない傾向がある。また恋人がいた経験があるため、咲太に対する態度なども異性慣れした雰囲気がある。
違う世界の自分から届けられた麻衣と咲太への警告文に強い責任を感じ、咲太が拓海に会うため北海道に行くことになったときにわざわざ同行までしている（13巻）。さらに麻衣が出演する音楽フェスにも、咲太に同行した（14巻）。
 姫路 紗良（ひめじ さら）
声- 小原好美
誕生日 - 6月6日、身長 - 154cm
第12巻のヒロイン。初登場は10巻。峰ヶ原高校1年生。咲太が塾講師を務める塾の生徒。健人とは同じクラス。体育祭実行委員で一緒だった朋絵に懐いている（朋絵からは、やや苦手意識を持たれている）。人懐っこい一方で根は真面目だが、他人をからかいたがる悪癖がある。
健人に遠回しに誘われて咲太の授業に興味を持ち、実際に授業を見学している。咲太のことを「咲太せんせ」と呼ぶ。
幼馴染みで人気もあった加西虎之助と仲が良く、自分も周囲もカップルだと思っていたが、虎之助に好きな人（理央）ができ、「失恋した自分を他者が笑っているのではないか」という恐怖を感じるなど他者が信じられなくなった結果、「体がぶつかった相手の考えがわかるようになる」という思春期症候群を起こす。その能力を使って異性の気を引いたり他人の恋心を牽制してからかったりすることで満足感を得ていたが、咲太を麻衣から奪うことはできないと悟り、また麻衣が咲太と「一緒に幸せになるため」に付き合っているという話などを聞かされ、自分が何のために先述の行動をしているのかわからなくなった結果解消された。だが本気で咲太に惚れ、いずれ咲太に再度交際を申し込むことを宣言する。
13巻では、咲太、朋絵、花楓と同じファミレスでアルバイトを始めている。
 岩見沢 寧々（いわみざわ ねね）
声 - 上田麗奈
誕生日 - 3月30日、身長 - 161cm
第13巻のヒロイン。初登場は10巻。咲太と同じ大学の国際教養学部の3年生。髪型は肩より長いセミロングヘア。咲太の入学前年のミスコンのグランプリ受賞者。「霧島透子」を名乗る人物のひとり。「霧島透子」としての詳細は#霧島透子を参照。
北海道出身で、高校2年生の頃から地元でモデル活動をしていた。関東で仕事をするため神奈川県の大学に進学。東京のモデル事務所に所属し、ファッション雑誌を中心に活動していた。SNSには徐々に増える仕事が誇らしげに綴られていたが、それもあまり上手くいかなくなって焦りを感じようになる。やがてネットにアップした歌っている動画が「霧島透子に似ている」と言われて本人もその気になり、そのまま霧島透子になりきってしまう。咲太の入学年の4月6日を最後に更新が途切れている。
咲太、美織、郁実の推測によると、そのころに麻衣が復学し大学の有名人としての注目を奪っていった一方、寧々は「霧島透子に似ている」と言われたことが救いになって本当に霧島透子になりきり、結果周囲の人間から認識されなくなっていったのではないかとしている。
福山拓海の彼女。13巻の事件の後人々に認識される状態に戻り、自分のことを思い出してくれた拓海との交際を再開。15巻では卒業後北海道に戻り、地元局の女子アナになったと書かれていて、その間も拓海との交際は続いている。
美東 美織（みとう みおり）
声- 石見舞菜香
誕生日 - 3月3日、身長 - 160cm
第14巻、第15巻のヒロイン。初登場は10巻。咲太と同じ大学の、国際商学部1年生。髪はやや明るくしており、ハーフアップにして緩いお団子を作っている。左目の下にある泣きぼくろが印象的。大学では、男子に「可愛い」と評価が高い。大学進学と共に、大船駅近くで一人暮らししている。
スマホを持っていないという、咲太と同じく今時の大学生にしては珍しい存在。人懐っこさがあり、誰ともフランクに接するが、ある一定の距離を置いて、それ以上踏み込もうとはしない。基礎ゼミの懇親会で咲太と出会って以降、講義を一緒に受けるなど咲太の“友達候補”になる。咲太が皮肉などを言ってもさらりとかわす掴みどころのない人物で、自分が人よりもモテることを嫌みなく話すような態度は咲太に好感を持たれている。紗良や寧々の性格についての考察などで時々鋭いことを言って咲太を感心させる。13巻では、咲太以外で唯一「霧島透子」となった寧々の姿を認識できた人物だったことがわかった。
麻衣とも親しくなって下の名前で呼び合う仲となり、咲太と麻衣が食事をしているときに混ざろうとすることがよくある。
咲太高2時のクリスマスイブに事故死した、本来の“霧島透子”の親友であり、彼女の死後“霧島透子”名義で透子が作った歌をネットに公開していたことが14巻にて明らかになる。高校生の時に起こった透子の死直後、自分を気遣おうとする大量のメッセージや、そのような男子からのメッセージに嫉妬する一部女子からの声などにうんざりしてスマホを手放したという。
透子が遺した歌がなくなったため“霧島透子”として歌を公開することはやめたが、その後彼女にとっての現実が微妙に変わる思春期症候群の状態となった。その中で微妙に違うさまざまな咲太と出会ったが、スマホを持たない咲太に出会って以後は、彼女にとっての現実が変わることはなくなったという。
別の世界から来た咲太の説明によると、美織は「別の可能性の世界」を意図せず渡り歩いているという。しかもその世界の「美東美織」はいない、言い方を変えると複数の世界に同時にいる特殊な存在だという。

### 峰ヶ原高校の生徒
この項では初登場が高校生編と大学生編で書き分ける。

#### 高校生編
梓川 咲太（あずさがわ さくた）
本作の主人公。2年1組所属。詳細は#梓川咲太を参照。
桜島 麻衣（さくらじま まい）
本作のヒロイン。3年1組所属。国民的女優。詳細は#桜島麻衣を参照。
双葉 理央（ふたば りお）
咲太、佑真の友人で、唯一の科学部員。詳細は#双葉理央を参照。
古賀 朋絵（こが ともえ）
初登場時は1年生。咲太の後輩。詳細は#古賀朋絵を参照。
国見 佑真（くにみ ゆうま）
声 - 内田雄馬
2年生。咲太、理央とは1年の時にクラスメイトであり、その時からの咲太と理央にとって数少ない友人の1人。美形で、咲太や理央の周囲からの悪評を気にせず友人として接する。上里沙希の彼氏。バスケットボール部所属。咲太と一緒にファミレスのバイトをしている（2巻で朋絵も入ってくる）。
普段は咲太と軽口をたたき合う仲だが、咲太から理央がピンチと聞かされると自転車ですぐに駆けつけたり、咲太や理央の相談を理由も聞かずに引き受けたりするなど友達思いであり、咲太のことが原因で沙希とケンカしたこともある。
理央から好意を抱かれており、その気持ちには感づいていた節があるが、どうしていいのか分からず気づかないふりをしていた。3巻で「返事はいいよ」と言われつつ理央に告白され、その後も理央との友人関係を続けている。
理央と同様に咲太から牧之原翔子の話を聞いていた。多数決ドラマ内では文化祭で、咲太の初恋相手との関係はわからないまま、中学生の翔子に出会っている。その後入院した翔子のお見舞いに行ったり、翔子が危篤状態になったと聞いて病院にやって来たりしている。
母子家庭に育ったため、すぐ自立できることを目指して大学には行かず消防士になることを志望。正規の消防士になったあと11巻にて咲太、理央と再会し、互いの近況を報告。沙希との交際も続いている。
上里 沙希（かみさと さき）
声 - 茜屋日海夏
佑真の彼女。2年1組所属で咲太のクラスメイト。クラスの女子グループの中心に立つ人物。ふたつ上に、元峰ヶ原高校生徒会長で、学力優秀な大学生の姉を持つ。
「病院送り事件」などで悪評がある咲太のことを毛嫌いしている。佑真本人の意思とは関係なく、佑真の評判が悪くなるとして咲太が佑真に近づくことも嫌悪している。
高校卒業後、佑真が敢えて黙っていたこともあり、咲太は約半年間気がつかなかったが、実は咲太と同じ大学の医学部看護学科に進学していた。そこで郁実の友人となっている。以前よりは落ち着いたが、相変わらず咲太に対する嫌悪感はある模様。
一方的に敵視されていることもあって咲太は苦手としており、咲太にはなぜ佑真がつきあうほどの魅力があるのかわからないが、佑真によると「彼女（沙希）は彼女でいいところがある」とのこと。実際、歯に衣着せないところはあるが、友人である郁実のことをしっかり気遣えるようなところを見せている。看護師を目指しているのも、消防士になった佑真の支えになりたいためだという。
香芝 玲奈（かしば れな）
声 - 内村史子
朋絵の友人。クラスのメイングループの中心人物。前沢陽介を目当てに朋絵を連れてバスケ部の練習見学に通いつめ、朋絵が思春期症候群を発症する原因を作る。
日南子（ひなこ）、亜矢（あや）
声 - 影山灯 （日南子)、飯坂紗幸（亜矢）
朋絵の友人。玲奈と同じグループにいる。
米山 奈々（よねやま なな）
声 - 東城日沙子
朋絵のクラスメイト。砂浜でストラップを捜しているところを、デート中だった朋絵と咲太に見つけられ、いっしょに捜してもらう。朋絵が前沢の告白を断って玲奈たちのグループから追い出された後、朋絵を自分のグループに誘って友人になっている。
11巻では朋絵と共にいたとき、中学時代の同級生男子と偶然再会し、その後付き合いはじめたという。
前沢 陽介（まえさわ ようすけ）
声 - 水中雅章
峰ヶ原高校元バスケ部の部員。初登場時は3年生。
練習の見学に通っていた玲奈の付き添いをしていた朋絵に目をつけて告白。その返事を迫り、朋絵が思春期症候群を発動させる直接の原因となる。佑真によれば、異性関係で悪評があるなど、肯定的に評価できるような人物ではないとされている。
朋絵と咲太が付き合っているふりをしているとき、朋絵の悪い噂を流す。さらに咲太に喧嘩を吹っかけるが、返り討ちに遭った。

#### 大学生編
吉和 樹里（よしわ じゅり）
声 - 山本悠有希
1年生。初登場は10巻。咲太が塾講師を務める塾の生徒で、咲太の教え子。
平塚の、ビーチバレーのクラブチームに所属しており、健康的に日焼けしている。それとは対照的に、クールで物静かな性格。普段はそっけない態度を示しているが、健人に気がある。
“#夢見る”の夢で、健人とデートする夢を互いに見て意識しあうようになり、実際にデートしたと15巻に書かれている。
山田 健人（やまだ けんと）
声 - 広瀬裕也
1年生。初登場は10巻。咲太が塾講師を務める塾の生徒で、咲太の教え子。成績が悪いため親に塾に通わされ、塾での態度もいい加減。
女子の同級生の前で下ネタを話すなど、デリカシーのない一面を持つ。
紗良とは同じクラスで、彼女に気があるような言動をする。
姫路 紗良（ひめじ さら）
1年生。初登場は10巻。詳細は#姫路紗良を参照。
加西 虎之助（かさい とらのすけ）
声 - 室元気
2年生。初登場は11巻。咲太が塾講師を務める塾の生徒。190センチ近くある長身でバスケ部に所属し、部活でも佑真の後輩にあたる。姫路紗良のひとつ年上の幼馴染み。塾では理央の生徒で、理央に好意を持っており、12巻で告白。理央には「生徒とは付き合えない」と断られたが、咲太のアドバイスにより自分が志望校に合格後、再考してほしいと答える。
一浪した後、第一志望にしていた理央が通っている大学に合格し、とりあえず理央とデートしたと15巻に書かれている。

### 大学の学生
大学生編にて咲太たちの通う大学は、金沢八景駅が最寄りの市立大学とされている。モデルは横浜市立大学金沢八景キャンパス。
梓川 咲太（あずさがわ さくた）
本作の主人公。統計科学学部の1年生。詳細は#梓川咲太を参照。
桜島 麻衣（さくらじま まい）
本作のヒロイン。高校卒業と同時に合格を決めていたがそのまま1年休学したため、咲太と同じ1年生で国際教養学部所属。国民的女優。詳細は#桜島麻衣を参照。
美東 美織（みとう みおり）
国際商学部の1年生。詳細は#美東美織を参照。
福山 拓海（ふくやま たくみ）
声 - 岩中睦樹
誕生日 - 1月30日
統計科学学部の1年生。初登場は10巻。大学内で咲太と一緒に行動することが多い。周囲には隠しているが、二浪しているため咲太より2歳年上。人数合わせのため強引に咲太を合コンに誘った。
出身は北海道で、高校では岩見沢寧々の同級生であり、高校2年生の夏から寧々と交際していた。寧々を追って同じ大学を受験し、二浪の末にやっと合格する。だがその直後に寧々が「霧島透子」となったため、周囲の人と同様に寧々の存在を認識できなくなり、大学の志望動機や恋人であったことなど彼女に関するあらゆる記憶が欠落していた。
寧々の記憶を取り戻すと同時に寧々とのよりを戻す。15巻では地元北海道にある、寧々が女子アナを務めるTV局に就職が決まった。
豊浜 のどか（とよはま のどか）
麻衣の異母妹。麻衣と同じ国際教養学部の1年生。アイドルグループ「スイートバレット」のメンバー。詳細は#豊浜のどかを参照。
小谷 良平（こだに ようへい）
声 - 益山武明
国際商学部の2年生。初めて名前が言及されるのは11巻だが、10巻の基礎ゼミ懇親会の場面にもいたらしい。中国語の受講も拓海と一緒であり、その縁で拓海を合コンに誘ったが、人数合わせのため咲太も巻き込まれることになった。ソーシャル・エコロジー・サークルなる集まりに自分が所属していることを喧伝している。合コン相手の千春、明日香とはそこそこ親しくなり、大学祭での出店を拓海と共に手伝うなどしていた。12巻でも拓海を合コンに誘っている。
広川 卯月（ひろかわ うづき）
統計科学学部の1年生。アイドルグループ「スイートバレット」のメンバー。詳細は#広川卯月を参照。
赤城 郁実（あかぎ いくみ）
医学部看護学科の1年生。中学時代の咲太のクラスメイト。詳細は#赤城郁美を参照。
上里 沙希（かみさと さき）
医学部看護学科の1年生。高校時代の咲太のクラスメイト。詳細は#上里沙希を参照。
岩見沢 寧々（いわみざわ ねね）
国際教養学部の3年生。『霧島透子』を名乗る人物。詳細は#岩見沢寧々を参照。
千春（ちはる）、明日香（あすか）
声 - 後藤彩佐 、菅沼千紗
医学部看護学科の1年生。咲太とは合コンで初めて顔を合わせ、麻衣との関係について質問した。
咲太とは学祭の屋台で再会し、簡単に麻衣を紹介される。

### スイートバレット
売り出し中のアイドルグループ。7人グループだったが、10巻では2人脱退して5人グループになっている。また、アニメでは最初から5人グループの描写になっていた。
各地でライブ活動などを精力的に行っているが、知名度はまだまだ低く、TVに出演することもあるが、ローカル局がほとんどだった。10巻ではドラマやグラビア、モデル、バラエティ番組など、それぞれのメンバーが活躍の場を広げている。
原作では当初のどかと卯月以外のメンバーの詳細についての記述はなく、他メンバーの3人はアニメ版にて設定が用意された。原作単行本10巻からは先の設定を引き継ぐ形で以下のそれらのメンバーが登場している。
豊浜 のどか（とよはま のどか）
声 - 内田真礼
麻衣の母親違いの妹。グループ内での愛称は「どかちゃん」。グループ全体内での人気は中程。他のメンバーは全員黒髪だが、ひとりだけ金髪と8巻に記述されている。詳細は#豊浜のどかを参照。
広川 卯月（ひろかわ うづき）
声 - 雨宮天
「スイートバレット」のリーダー。「づっきー」という愛称で呼ばれている。詳細は#広川卯月を参照。
安濃 八重（あのう やえ）
声 - うらのねこ（テレビ版『バニーガール先輩』） / 渋谷彩乃（劇場版『おでかけシスター』、テレビ版『サンタクロースの夢』）
やや明るい色の髪でショートカット。「スイートバレット」のサブリーダーでしっかり者であり、天然な卯月のサポート役。愛称は「やんやん」。後にスポーツ系バラエティ番組に出ることが多くなっているという。
中郷 蘭子（なかごう らんこ）
声 - いちいちご（テレビ版『バニーガール先輩』） / 鈴代紗弓（劇場版『おでかけシスター』、テレビ版『サンタクロースの夢』）
ふんわりとしたロングヘアー。自覚はないが「スイートバレット」のお色気担当。のんびりした性格。愛称は「らんらん」。グラビアで活躍しているという。
岡崎 ほたる（おかざき ほたる）
声 - こまりまこ（テレビ版『バニーガール先輩』） / 高木美佑（劇場版『おでかけシスター』、テレビ版『サンタクロースの夢』）
短めのポニーテール。八重歯。メンバー内で一番子供っぽい。愛称は「ほたるん」。徐々にドラマに出演するようになって麻衣とも共演したことがあり、11巻では、特撮ヒーロー番組の女悪役としてTV出演しているところが描かれている。

### その他
南条 文香（なんじょう ふみか）
声 - 佐藤聡美
初登場は1巻。テレビ局の女子アナウンサー。
かつて『中学生のいじめ問題』という名目で花楓を取材したことがある。その時に思春期症候群に興味を持ち、咲太に近づいている。
咲太の胸の傷の写真と引換えに、麻衣の芸能界引退の真実を咲太に教えた。だが、麻衣から提示された芸能界復帰のスクープと引き換えの取引で、咲太の写真掲載を取り下げた。その後、麻衣と咲太の関係を勘ぐってカマをかけている。
3巻では、理央が行っていたような「女子による、セクシャルな自撮り写真の匿名でのSNS公開」という行為について咲太に質問され答えている。その後、自分の交際相手についての不満をだらだらと咲太に愚痴った。
その後は局アナとして、麻衣がインタビューされるシーンなどに時折登場。
花輪 涼子（はなわ りょうこ）
声 - 相川奈都姫
初登場は3巻。麻衣の芸能活動復帰後のマネージャー。25歳で、芸能事務所での仕事は3年目。子供の頃にその名字から「ホルスタイン」というあだ名をつけられたため（花輪 → 鼻輪）、自分の名字を嫌っている。
麻衣に交際相手（咲太）がいると知った直後は非常に狼狽した姿を見せ、麻衣いわくよくテンパる性格とのこと。スキャンダルになる写真を撮られるようなことのないようにと麻衣達に釘を刺す一方、麻衣と咲太のために時折便宜もはかってくれている。
鹿野 琴美（かの ことみ）
声 - 岡咲美保
初登場は5巻。咲太達が横浜市のマンションに住んでいた時、上の階に住んでいた花楓の幼稚園来の幼馴染で、互いを「かえちゃん」「こみちゃん」と呼んでいた。咲太とかえでが引っ越した後も横浜市郊外在住。今はメガネを掛けている。
利発で人よりなんでもできたため、鈍くさかった花楓を助けてくれていた。小学校6年間は花楓と同じクラスだったが、中学校に上がり別々のクラスになり、そこで花楓がいじめられていた時は、何もできなかったと後悔している。
麻衣に交際相手がいるというスキャンダルがニュースになったとき、咲太が麻衣の彼氏だと気がつき、峰ヶ原高校を訪れて咲太に現在の花楓についての話を聞きにくる。その後、現在のかえでが記憶を失っているといった状態を咲太に教えてもらう。
花楓の記憶が戻った後、あらためて再会し、友情を復活させる。花楓と共にスイートバレットのライブにもよく行くようになる。
咲太と花楓の父親
声 - 志村知幸
花楓の解離性障害の件が起きてから、咲太やかえでと別居、小机駅が最寄りの社宅で暮らしている。“かえで”にストレスを与えないようにするため会わないようにし、咲太と近況を教えあっている。2年ぶりに記憶が戻った“花楓”と会った際には涙をこぼした。
かえでを咲太に任せているものの、かえでが倒れて病院に搬送されたと聞いたときには出張中だった大阪から駆けつけたり、咲太と花楓の進路のことをちゃんと考えていたりするなど、しっかりした父親。
咲太と花楓の母親
声 - 亀岡真美
花楓の思春期症候群などの現象を受け止めきれずに精神疾患となり、夫（咲太と花楓の父親）に面倒を見られながら、新横浜駅近くの病院への入院治療と自宅療養を繰り返している。
花楓が記憶を失って“かえで”となり咲太と暮らすようになってから、かえでとは会わないようにしていたが、9巻で記憶が戻った花楓と再会する。9巻にて、花楓の母親として失格だと自分を自虐的に責め続けていたことが判明する。
その後、花楓が元気になったこともあってかなり回復。「芸能人」桜島麻衣が咲太の恋人になっていることにかなり驚いていたが、麻衣に挨拶され良好な関係を築いている。
麻衣の母親
声 - 大津愛理
のどかの母に見せつけるために麻衣を子役としてデビューさせ、芸能事務所を立ち上げた。後に麻衣の意思にそぐわない仕事を引き受け、麻衣の芸能活動休止のきっかけを作った。それ以来、麻衣とは不仲の状態が続いている。だが、7巻では娘の死を深く悲しんでいた。9巻では娘の卒業式に出席したり、娘から恋人を紹介されたりと、改善の兆しが見られる。
麻衣の芸能活動休止と別の事務所からの芸能活動再開後も自分の芸能事務所経営を続けており、9巻では自分の事務所に所属する子役と麻衣を会わせている。
のどかの母親
声 - 波乃りん
麻衣の母と離婚した、麻衣の父の再婚相手。麻衣の母に対抗するため、のどかも芸能界入りさせる。そして麻衣のように成功できないのどかにプレッシャーを与えた結果のどかと不仲になった。
のどかに、くどくどとアイドル業の活動や勉強をしっかりやるようにと言う一方、のどか（スイートバレット）のライブでは、いつも客席側からのどかを応援している。のどかも本心から嫌っているわけではない。
卯月の母親
声 - 京花優希
18歳で卯月を生み、夫と共に育ててきた卯月の母親。フランクでさばさばとした性格。卯月のアイドル活動のために車を出すこともある。
なすの、はやて
梓川家で飼っているネコ。名前は前作『さくら荘のペットな彼女』で空太に飼われていた猫たちと同様に新幹線列車の愛称からとられている。
なすのは咲太とかえでがふたりで暮らし始める以前からの飼い猫（三毛猫）。はやては中学生の翔子が見つけた捨て猫で、一時的に咲太の家で預かり、その後翔子の家に引き取られた。7巻以降の「中学生の咲太と高校生の翔子が直接出会わなかった」という歴史の中で、はやてがどうなっているかは言及されておらず不明だったが、14巻では翔子の家で飼われていることが言及されており、コミカライズ版『青春ブタ野郎はゆめみる少女の夢を見ない』では、中学生の翔子がひとりで見つけ拾って帰ったところが描かれている。

友部 美和子（ともべ みわこ）
声 - 遠藤綾
初登場は5巻、年齢は40代との記述が11巻にある。臨床心理士。かえで（花楓）の中学校のスクールカウンセラーでもあり、不登校になったかえでの問題を担当していた。咲太には「友部さん」、かえで（花楓）には「美和子先生」と呼ばれている。
通学・進学したいと希望しだしたかえで（花楓）の心に負担がかからないよう、色々と配慮しアドバイスを行っている。
11巻で咲太と再会したときには、郁実のボランティア活動に協力していたこともあって、郁実について咲太に話した。
高坂 誠一（たかさか せいいち）
声 - 渡辺紘
第11巻に登場。郁実の元彼氏の社会人。郁実とは自分が大学生の時に付き合っていたが、就職活動に失敗し続けたストレスのあまりつい郁実に八つ当たりしてしまう。本人はそのことを反省したが、謝罪する前に郁実に別れを告げられた。
別の可能性の世界では、大学受験に失敗した（その世界に迷い込んだ）郁実とつきあっていたが、そちらでも別れた模様。
謎の少女
声 - 瀬戸麻沙美
身長 - 122cm
第9巻「青春ブタ野郎はランドセルガールの夢を見ない」のヒロイン。子役時代の麻衣に似た、小学1年生くらいのランドセルを背負った女の子だが、性格や口調、態度などは麻衣というより「麻衣がドラマ内で演じていた女の子」に近い。
9巻では咲太の前に現れたが、周りの人には認識されていなかった。咲太が誰にも認識されない状態になったときと、咲太が別世界から脱出するときにも、咲太を導くように現れた。
それから一年後、大学の入学式にて駆け抜ける姿を咲太は目撃するが、あっさりと見失ってしまった。また、それから約8カ月後（11巻）、咲太と郁実が会話していたときにも登場した。この時には一気に小学生高学年くらいの外見にまで成長していた。
霧島 透子（きりしま とうこ）
8巻から麻衣や翔子などの会話内に登場する。若者の間で流行っている正体不明のネットシンガーで、オリジナル曲のミュージックビデオの投稿者。映像に時折映る姿の印象から咲太や麻衣と同年代に思われる。ミュージックビデオの背景に必ずクリスマスに関する映像を使うのが特徴。10巻では卯月がワイヤレスイヤホンのCMで彼女の曲をカバーしている。
10巻から13巻にかけて霧島透子と名乗る岩見沢寧々が、ミニスカート・黒タイツのサンタクロース衣装という格好で咲太の前に現れるが、咲太と美織以外の人からは認識されていない。また透子は、自分が思春期症候群をミュージックビデオを介して皆に「プレゼント」していると語っている。
13巻では、作詞作曲を実際に行った実在する霧島透子は別に、自身が「霧島透子」となることを望んでさらに「霧島透子」本人だと思い込み、周囲から認知されなくなる思春期症候群になった男女が100人以上存在することが判明する。
14巻にて、本物の霧島透子は咲太高2時のクリスマスイブに交通事故で死に、その心臓を移植されたのが牧之原翔子だったことが明らかになった。透子は麻衣のファンで、ドナー登録したのも麻衣が出演した映画の影響だった。また美織は透子の親友であり、透子は自分が作った曲を美織に歌ってほしいと遺していた。その歌を美織が「霧島透子」の名でネットに公開して、始めて「霧島透子」がネットで認知された。
この他、基本的に直接名前は出ていないものの、『さくら荘のペットな彼女』のキャラがゲスト出演している。各ゲストの詳細はさくら荘のペットな彼女#登場人物を参照。
| 巻 | ゲスト1    | ゲスト2                | ゲスト3    |
| -- | ---------- | ---------------------- | ---------- |
| 1  | 姫宮伊織   | 長谷栞奈               |            |
| 2  | 赤坂龍之介 | リタ・エインズワース   |            |
| 3  | 三鷹仁     | 三鷹美咲（上井草美咲） |            |
| 4  | 舘林総一郎 | 姫宮沙織               |            |
| 5  | 神田空太   | 神田優子               | 椎名ましろ |
| 6  | 藤沢和希   | 千石千尋               |            |
| 7  | 椎名ましろ |                        |            |

## 用語
思春期症候群（ししゅんきしょうこうぐん）
この物語で描かれている現象。思春期に「誰かと人格が入れ替わっていた」「他人の心の声が聞こえる」など、不思議な現象が起きるとされるオカルト的現象で、ネットを中心に都市伝説として話題となっている。精神科医などには、多感な思春期の心が見せる思い込みなどと言われている。新種のパニック症状や、集団催眠の一種と言う者もいる。
作中では、以下のような現象が描かれている。
- 暴行などを受けたわけでもないのに、身体に痣や傷などができる。
- 自分の姿や声などが他人に認識されなくなり、記憶からも消える。
- 同じ日を何度も繰り返す。
- ひとりの人物がふたりに増える。
- 姿が他人と入れ替わる。
- 現在の自分のほかに、未来の自分を作り出す。
- パラレルワールドに移動したように、自分が経験・記憶しているものとは異なる世界を体験する。
- それまで読めなかった空気が読めるようになる
- 他人の視点を体験し、そこから他人の考えがわかる

神奈川県立峰ヶ原高等学校（かながわけんりつ みねがはら こうとうがっこう）

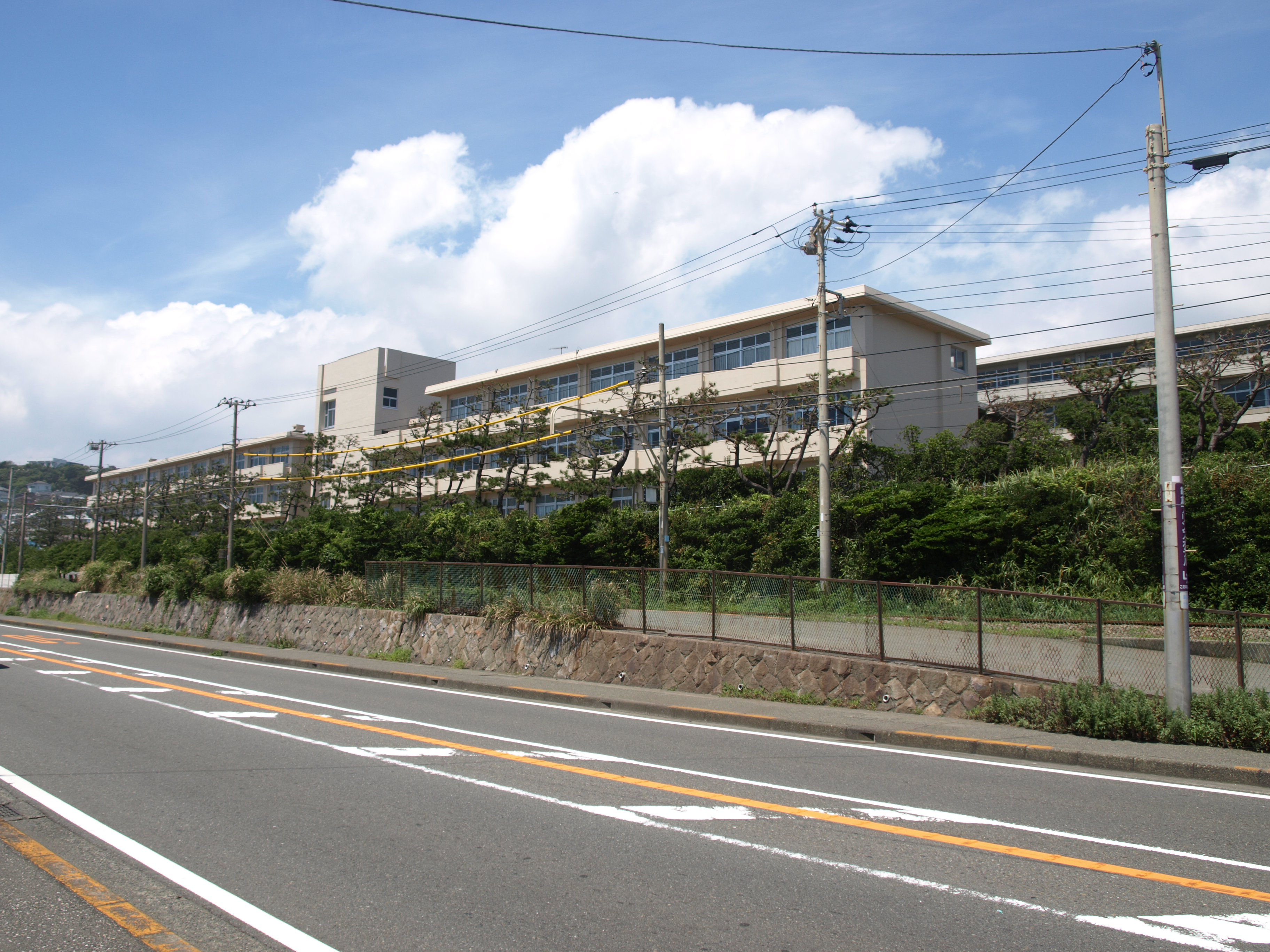
モデルの神奈川県立七里ガ浜高等学校

高校生編にて主要な登場人物が通う、神奈川県の公立高等学校。モデルは神奈川県立七里ガ浜高等学校で、七里ヶ浜がよく見える3階建ての建物とされている。全校生徒数は約1000人。最寄りは七里ヶ浜駅。
大学生編でも、この学校の生徒が複数人新規に登場している。
#夢見る
第11巻から話に出る、SNSで流行っているハッシュタグ。元来は、見た夢の内容を書き込むときに使われているハッシュタグにすぎなかったが、その内容が正夢になると何度も話題になる。多数の人が同じ夢を見たときに使われて、SNSサービスのサーバーに負荷をかけるほどになっている。

## 制作背景
企画立ち上げの原点は毎年夏に公開される映画などで描かれているような「ちょっと不思議な青春もの」のジャンルを執筆してみたいという思いからであると鴨志田は話しており、「不思議」なものの題材をどうするか熟考した結果、「思春期症候群」が浮かんだという。
どんな女の子に不思議な現象が起きてしまうのかという考えから女性キャラクターの設定が行われており、例えば桜島麻衣は透明化現象が起きてしまう人物が影が薄い人間とは対極の存在に位置する国民的スターだったら意外性があるし、そんな女性との交際はきっと楽しいものになるという男性側の願望充足的な部分も補完できると鴨志田は話している。また主人公の梓川咲太については、読者から等身大で共感を得やすいキャラクターだった神田空太のカウンターから誕生しており、読者がカッコよくて魅力的に感じるようなキャラクターを目指すことをコンセプトとしてキャラクター設定が行われている。
原作小説のタイトルは『青春ブタ野郎は○○の夢をみない』の形で統一されており、ナンバリングの付与も行われていない。このような形式になっているのは、各巻ごとにヒロインが存在しており、スポットが当たったヒロインたちに看板を持たせてあげたかったという鴨志田の考えによるものである。

## 小説

### 既刊一覧
2018年9月下旬より全国書店にて、溝口ケージによるテレビアニメのティザービジュアルを使用した期間限定カバーが発売された（第8巻まで。限定カバーにはシリーズ連番が初めて付与された）。2019年4月より、アニメビジュアルを使用した劇場版仕様の期間限定カバーが発売されている（既刊全て。また、ティザービジュアル仕様と同じく、シリーズ連番が付与されている）。
- 鴨志田一（著）・溝口ケージ（イラスト）、KADOKAWA〈電撃文庫〉、全16巻
  - 『青春ブタ野郎はバニーガール先輩の夢を見ない』、2014年4月10日初版発行（同日発売[34]）、ISBN 978-4-04-866487-5
  - 『青春ブタ野郎はプチデビル後輩の夢を見ない』、2014年8月9日初版発行（同日発売[35]）、ISBN 978-4-04-866808-8
  - 『青春ブタ野郎はロジカルウィッチの夢を見ない』、2015年1月10日初版発行（同日発売[36]）、ISBN 978-4-04-869173-4
  - 『青春ブタ野郎はシスコンアイドルの夢を見ない』、2015年5月9日初版発行（同日発売[37]）、ISBN 978-4-04-865135-6
  - 『青春ブタ野郎はおるすばん妹の夢を見ない』、2015年9月10日初版発行（同日発売[38]）、ISBN 978-4-04-865394-7
  - 『青春ブタ野郎はゆめみる少女の夢を見ない』、2016年6月10日初版発行（同日発売[39]）、ISBN 978-4-04-865891-1
  - 『青春ブタ野郎はハツコイ少女の夢を見ない』、2016年10月8日初版発行（同日発売[40]）、ISBN 978-4-04-892281-4
  - 『青春ブタ野郎はおでかけシスターの夢を見ない』、2018年4月10日初版発行（同日発売[41]）、ISBN 978-4-04-893585-2
  - 『青春ブタ野郎はランドセルガールの夢を見ない』、2018年10月10日初版発行（同日発売[42]）、ISBN 978-4-04-912017-2
  - 『青春ブタ野郎は迷えるシンガーの夢を見ない』、2020年2月7日初版発行（同日発売[43]）、ISBN 978-4-04-912850-5
    - 「ドラマCD付き特装版」同日発売[44]、ISBN 978-4-04-912901-4

  - 『青春ブタ野郎はナイチンゲールの夢を見ない』、2020年12月10日初版発行（同日発売[45]）、ISBN 978-4-04-912902-1
  - 『青春ブタ野郎はマイスチューデントの夢を見ない』、2022年12月10日初版発行（12月9日発売[46]）、ISBN 978-4-04-913936-5
  - 『青春ブタ野郎はサンタクロースの夢を見ない』、2023年7月10日初版発行（7月7日発売[47]）、ISBN 978-4-04-914867-1
  - 『青春ブタ野郎はガールフレンドの夢を見ない』、2024年8月9日発売[48]、ISBN 978-4-04-915131-2
    - 「ドラマCD付き特装版」同日発売[49]、ISBN 978-4-04-915785-7

  - 『青春ブタ野郎はディアフレンドの夢を見ない』、2024年10月10日発売[50]、ISBN 978-4-04-915132-9
    - 「ドラマCD付き特装版」同日発売[51]、ISBN 978-4-04-915786-4

  - 『青春ブタ野郎はビーチクイーンの夢を見ない+』、2025年7月10日発売[52]、ISBN 978-4-04-916404-6

### 書き下ろし小説
青春ブタ野郎はビーチクイーンの夢を見ない 前編
Blu-ray・DVD「青春ブタ野郎はバニーガール先輩の夢を見ない 1」完全生産限定版特典。
青春ブタ野郎はビーチクイーンの夢を見ない 後編
Blu-ray・DVD「青春ブタ野郎はバニーガール先輩の夢を見ない 5」完全生産限定版特典。
青春ブタ野郎はホワイトクリスマスの夢を見る
映画「青春ブタ野郎はゆめみる少女の夢を見ない」第一週目の来場者特典。
青春ブタ野郎はアニマルランドの夢を見る
映画「青春ブタ野郎はおでかけシスターの夢を見ない」第一週目の来場者特典。
青春ブタ野郎はスプリングデイズの夢を見る
映画「青春ブタ野郎はランドセルガールの夢を見ない」第一週目の来場者特典。

#### 掌編小説
彼女は悪戯な僕の女王
「電撃文庫 Magazine Vol.7」
進化の速さはどれくらい？
「電撃文庫FIGHTINGフェア」特典。特製ストーリークリアファイル。
青春ブタ野郎は水着姿の夢を見たい
「電撃文庫3000タイトル突破!!大感謝フェア」特典。SS付クリアシール。
青春ブタ野郎のプチデビルな後輩
「電撃文庫3000タイトル突破!!大感謝フェア」のゲーマーズ限定特典である「電撃文庫3000タイトル突破!!大感謝フェア開催記念 書き下ろし小冊子!! A」収録。
六月の終わりに
メロンブックス「青春ブタ野郎シリーズフェア」特典。書き下ろし4Pリーフレット。
青春ブタ野郎のおるすばん妹はアリのまま
「青春ブタ野郎はおるすばん妹の夢を見ない」メロンブックス購入特典。書き下ろし4Pリーフレット。
青春ブタ野郎は水着姿の夢を見た
「電撃がーるず水着ふぇすてぃばる! 電撃文庫公式海賊本」収録。
恋人の妹はシスコンアイドル
「青春ブタ野郎はゆめみる少女の夢を見ない」メロンブックス購入特典。書き下ろし4Pリーフレット。
あの夏のプチデビル
「電撃文庫超感謝フェア2016」特典。書き下ろしSS付リーフレット。
青春ブタ野郎とバニーガール先輩のある日の風景
イメージソングCD「青春ブタ野郎は恋する幻想曲の夢を見ない」ブックレット内掲載。
青春ブタ野郎はわくわくの夢を見る
「電撃文庫超感謝フェア2017」特典。書き下ろしSS付リーフレット。
青春ブタ野郎はトリック・オア・トリートに夢を見る
「電撃文庫25周年夏の超感謝フェア」の10月特典。書き下ろしSS付リーフレット。
青春ブタ野郎は下校デートの夢を見る
青春ブタ野郎シリーズ累計100万部突破記念特典。書き下ろしSS付リーフレット。
青春ブタ野郎はブライダル彼女の夢を見る
映画「青春ブタ野郎はゆめみる少女の夢を見ない」の大ヒット記念でアニメ公式サイトにて公開。書き下ろしショートノベル。
青春ブタ野郎はファイアワークスの夢を見ない
「青春ブタ野郎シリーズ」累計200万部突破記念配布。書き下ろしSS付リーフレット。
青春ブタ野郎はマイキャットの夢を見ない
「青春ブタ野郎はマイスチューデントの夢を見ない」刊行記念配布。書き下ろしSS付リーフレット。
青春ブタ野郎はキングタートルの夢を見ない
「青春ブタ野郎シリーズ」累計250万部突破記念配布。書き下ろしSS付リーフレット。
青春ブタ野郎はバニーガール彼女の夢を見る
「電撃文庫超感謝フェア 2022春」の特典。書き下ろしSS付リーフレット。
青春ブタ野郎はリアルキャットの夢を見ない
「電撃文庫超感謝フェア 2022夏」の特典。書き下ろしSS付リーフレット。
青春ブタ野郎はアニバーサリーの夢を見る
「電撃文庫30周年夏の超感謝フェア」の特典。書き下ろしSS付リーフレット。

青春ブタ野郎はウェディングプランの夢を見ない
コミックス「青春ブタ野郎はゆめみる少女の夢を見ない」2巻収録。

青春ブタ野郎は自動車教習所の夢を見ない
「青春ブタ野郎シリーズ」10周年。書き下ろしSS付リーフレット。

青春ブタ野郎はかえでクエストの夢を見ない
コミックス「青春ブタ野郎はおるすばん妹の夢を見ない」2巻収録。

青春ブタ野郎はバスとモノレールの夢を見ない
「青春ブタ野郎シリーズ」10周年＆完結記念。書き下ろしSS付リーフレット。

### オーディオブック
2020年よりAudibleにて、小説を朗読したオーディオブックが配信されている。
|    | タイトル                                     | 配信開始日     | 朗読者       |
| -- | -------------------------------------------- | -------------- | ------------ |
| 1  | 青春ブタ野郎はバニーガール先輩の夢を見ない   | 2020年1月31日  | 梶山はる香   |
| 2  | 青春ブタ野郎はプチデビル後輩の夢を見ない     | 2020年2月21日  | 望田ひまり   |
| 3  | 青春ブタ野郎はロジカルウィッチの夢を見ない   | 2020年3月6日   | 藤野彩水     |
| 4  | 青春ブタ野郎はシスコンアイドルの夢を見ない   | 2021年7月16日  | 岡純子       |
| 5  | 青春ブタ野郎はおるすばん妹の夢を見ない       | 2021年8月20日  | 高倉有加     |
| 6  | 青春ブタ野郎はゆめみる少女の夢を見ない       | 2021年9月24日  | 岩崎愛       |
| 7  | 青春ブタ野郎はハツコイ少女の夢を見ない       | 2021年10月22日 | 岩崎愛       |
| 8  | 青春ブタ野郎はおでかけシスターの夢を見ない   | 2021年11月26日 | 高倉有加     |
| 9  | 青春ブタ野郎はランドセルガールの夢を見ない   | 2021年12月17日 | 愛原ありさ   |
| 10 | 青春ブタ野郎は迷えるシンガーの夢を見ない     | 2022年1月21日  | 岡本沙保里   |
| 11 | 青春ブタ野郎はナイチンゲールの夢を見ない     | 2022年2月28日  | 神山裕紀     |
| 12 | 青春ブタ野郎はマイスチューデントの夢を見ない | 2023年12月1日  | 木ノ瀬ちひろ |
| 13 | 青春ブタ野郎はサンタクロースの夢を見ない     | 2023年12月15日 | 堀井千砂     |
| 14 | 青春ブタ野郎はガールフレンドの夢を見ない     | 2024年12月27日 | 梶山はる香   |
| 15 | 青春ブタ野郎はディアフレンドの夢を見ない     | 2025年2月28日  | 梶山はる香   |

## 漫画
青春ブタ野郎はバニーガール先輩の夢を見ない
電撃G'sコミック (KADOKAWA) 2016年1月号から2018年10月号まで連載。

- 鴨志田一（原作）・溝口ケージ（キャラクターデザイン）・七宮つぐ実（作画）、KADOKAWA〈電撃コミックスNEXT〉、全2巻
  1. 2016年10月8日初版発行（同日発売）、ISBN 978-4-04-892480-1
  2. 2018年10月10日初版発行（同日発売）、ISBN 978-4-04-912068-4

青春ブタ野郎はプチデビル後輩の夢を見ない
電撃G'sコミック (KADOKAWA) 2018年5月号から2019年2月号まで連載。

- 鴨志田一（原作）・溝口ケージ（キャラクターデザイン）・浅草九十九（作画）、KADOKAWA〈電撃コミックスNEXT〉、全2巻
  1. 2018年10月10日初版発行（同日発売）、ISBN 978-4-04-912070-7
  2. 2018年12月10日初版発行（同日発売）、ISBN 978-4-04-912258-9

青春ブタ野郎はロジカルウィッチの夢を見ない
ComicWalker（現・カドコミ）にて2020年8月1日から2022年5月19日まで連載。
- 鴨志田一（原作）・溝口ケージ（キャラクターデザイン）・秋奈つかこ（作画）、KADOKAWA〈電撃コミックスNEXT〉、全2巻
  1. 2020年12月26日初版発行（同日発売）、ISBN 978-4-04-913570-1
  2. 2022年7月27日初版発行（同日発売）、ISBN 978-4-04-913894-8

青春ブタ野郎はおるすばん妹の夢を見ない
G'sチャンネルおよびComicWalker（現・カドコミ）にて2023年4月30日から2024年7月15日まで連載。
- 鴨志田一（原作）・溝口ケージ（キャラクターデザイン）・吉辺あくろ（作画）、KADOKAWA〈電撃コミックスNEXT〉、全2巻
  1. 2023年11月10日発売、ISBN 978-4-04-915373-6
  2. 2024年8月9日発売、ISBN 978-4-04-915951-6

青春ブタ野郎はゆめみる少女の夢を見ない
G'sチャンネルおよびComicWalker（現・カドコミ）にて2023年4月30日から2024年9月15日まで連載。
- 鴨志田一（原作）・溝口ケージ（キャラクターデザイン）・えらんと（作画）、KADOKAWA〈電撃コミックスNEXT〉、全3巻
  1. 2023年10月10日発売、ISBN 978-4-04-915372-9
  2. 2024年3月8日発売、ISBN 978-4-04-915640-9
  3. 2024年10月10日発売、ISBN 978-4-04-915961-5

青春ブタ野郎はシスコンアイドルの夢を見ない
G'sチャンネルおよびカドコミにて2023年12月25日から連載開始。
- 鴨志田一（原作）・溝口ケージ（キャラクターデザイン）・宮崎順（作画）、KADOKAWA〈電撃コミックスNEXT〉、既刊1巻（2025年6月10日現在）
  1. 2025年6月10日発売、ISBN 978-4-04-916578-4

## 関連書籍
キャラクターアニバーサリーシリーズ 青春ブタ野郎はバニーガール先輩の夢を見ない　Happy Birthday 桜島麻衣
KADOKAWA、2022年12月1日、ISBN 978-4-04-914797-1
キャラクターの誕生日を祝う付録付きムックシリーズの本作版。

## ラジオドラマ
『青春ブタ野郎はバニーガール先輩の夢を見ない with さくら荘のペットな彼女』は、2016年2月5日より電撃文庫×niconicoの企画で、ニコニコ生放送の視聴者アンケートの結果によって、ストーリーが変わるユーザー参加型ラジオドラマ「多数決ドラマ」第二弾として2作品のコラボを配信。峰ヶ原高校の文化祭で開催されるミスコンの話（原作では5巻にて、11月3日に文化祭が行われ、その時のミスコンのトラブルに咲太が巻き込まれたことが簡単に触れられている）。シナリオは鴨志田一、SDイラストは溝口ケージ。咲太、麻衣、かえで、朋絵、翔子（中学生）、佑真が登場しており、キャストは後のアニメ版と同じ。『さくら荘のペットな彼女』原作終了後の設定で、同作の椎名ましろ（声 - 茅野愛衣）がゲスト出演。

## ドラマCD
いずれも、鴨志田一による書き下ろし。
初恋少女の夢を見ない
映画「青春ブタ野郎はゆめみる少女の夢を見ない」劇場パンフレット（豪華版）の内容の一つ。中学生時代の咲太と、翔子との七里ヶ浜の海岸での出会いが描かれる。
青春ブタ野郎はキャットファイトの夢を見ない
Blu-ray・DVD「青春ブタ野郎はゆめみる少女の夢を見ない」完全生産限定版特典の一つ。原作「青春ブタ野郎はハツコイ少女の夢を見ない」では描かれなかった、12月8日の夜に梓川家で起こった麻衣と翔子の修羅場の詳細（原作に書かれていたが、アニメ版でカットされた場面を含む）が描かれる。
青春ブタ野郎はパウダースノーの夢を見ない
「青春ブタ野郎は迷えるシンガーの夢を見ない」の完全受注生産のドラマCD付き特装版特典。原作9巻と10巻の間の咲太の大学合格のご褒美として、麻衣とのゲレンデお泊りデートが描かれる。
青春ブタ野郎はハニートーストの夢を見ない
映画「青春ブタ野郎はおでかけシスターの夢を見ない」劇場パンフレット（豪華版）の内容の一つ。カラオケ店に行った咲太、麻衣、のどか、花楓の話が描かれる。
青春ブタ野郎はイースターバニーの夢を見ない
Blu-ray・DVD「青春ブタ野郎はおでかけシスターの夢を見ない」完全生産限定版特典の一つ。春休みに江の島の海岸清掃イベントに参加した咲太、麻衣、花楓、のどか、卯月などの話が描かれる。
青春ブタ野郎はスイートタイムの夢を見ない
映画「青春ブタ野郎はランドセルガールの夢を見ない」劇場パンフレット（豪華版）の内容の一つ。風邪を引いた麻衣と、咲太、花楓、のどかの話が描かれる。
青春ブタ野郎はビーチクイーンの夢を見ない
展覧会「青春ブタ野郎はスクールメモリーの夢を見ない -青ブタ展-」にて限定販売。前述した同名の単行本未収録小説の音声化。
青春ブタ野郎はバースデープレゼントの夢を見ない
Blu-ray・DVD「青春ブタ野郎はランドセルガールの夢を見ない」完全生産限定版特典の一つ。
青春ブタ野郎はバイトタイムの夢を見ない
「青春ブタ野郎はガールフレンドの夢を見ない」のドラマCD付き特装版特典の一つ。
青春ブタ野郎は双葉先生の夢を見ない
「青春ブタ野郎はガールフレンドの夢を見ない」のドラマCD付き特装版特典の一つ。
青春ブタ野郎はスイートバレットの夢を見ない
「青春ブタ野郎はディアフレンドの夢を見ない」のドラマCD付き特装版特典の一つ。
青春ブタ野郎はデータサイエンスの夢を見ない
「青春ブタ野郎はディアフレンドの夢を見ない」のドラマCD付き特装版特典の一つ。

## イメージソングCD
青春ブタ野郎は恋する幻想曲の夢を見ない
2016年10月28日に発売された。アーティストはMOSAIC.WAV。
1. ジュブナイル ( Voice Up for 青春ブタ野郎 )
2. Get back me!! ( Voice Up for 桜島麻衣 )
3. なして同じ朝を繰り返すと!? ( Voice Up for 古賀朋絵 )
4. Place And Active ( Voice Up for 梓川かえで )
5. 嘘つきシュレディンガーと夢見がちラプラス ( Voice Up for フシギ系科学 )

## アニメ
原作小説第1巻から第6巻の序盤までを原作としたテレビアニメ『青春ブタ野郎はバニーガール先輩の夢を見ない』が2018年10月より12月までTOKYO MXほかにて放送された。
原作第6・7巻を原作としたアニメーション映画『青春ブタ野郎はゆめみる少女の夢を見ない』が2019年6月に公開された。原作第8・9巻を原作とした新作アニメーション映画『青春ブタ野郎はおでかけシスターの夢を見ない』が2023年6月に、『青春ブタ野郎はランドセルガールの夢を見ない』が同年12月にそれぞれ公開された。
『ランドセルガール』の劇中最後に、大学生編（原作第10巻以降）のアニメ制作決定が発表。『青春ブタ野郎はサンタクロースの夢を見ない』がテレビアニメとして2025年7月に放送開始。